# Пјер Корнеј
Пјер Корнеј (фр. Pierre Corneille; Руан, 6. јун 1606 — Париз, 1. октобар 1684) је био француски књижевник из 17. века. Његова главна дела су драме, од којих су најпознатије: Сид, Сина, Полиеукта и Хорације (заједно познате као „Корнејева класична тетралогија“). Уз Молијера и Расина, сматра се једним од тројице великана француског позоришта. Писао је драме у периоду од скоро 40 година, а звали су га и »Отац француске трагедије«. Богатство и разноликост његовог дела одраз је вредности и великих питања његовог доба.
Рођен је као једно од шесторо деце у породици која се традиционално бавила административним пословима. Године 1628. почео је каријеру као адвокат. Наредне године је почео је да пише стихове и завршио своју прву комедију - Мелита. Његова прва трагедија, Медеја, на сцени се појавила 1635. Уследио је низ драма: комедија, трагедија и трагикомедија. Укупно је написао тридесетак драма, један превод (Имитација Исуса Христа) и три студије о драмској поезији.
Кардинал Ришеље му је дао звање државног књижевника, међутим Корнеј није желео да буде ограничен схватањима дворског песника. Пример за ово је његова најпознатија драма Сид - трагикомедија из 1636/37, касније прерађена у трагедију, која за тему има легенду о средњовековном шпанском витештву. Она је доживела велики успех, али истовремено била критикована у Академији због непоштовања класицистичких принципа јединства радње. Неки критичари су ишли дотле да га оптуже за неморал, јер се у Сиду не бави моралном подуком. Приказ двобоја у овој драми наљутио је кардинала Ришељеа који је забранио двобоје. Корнеј је временом прилагођавао своју књижевност класицистичким правилима, али је увек заступао став да су она отворена за интерпретацију.
Нешто касније, 1640, написао је драму Хорације - трагедију о конфликту љубави и дужности, људскости и државних резона. Овај пут је задовољио правила јединства радње, а дело је посветио кардиналу. Исте године је настао комад Сина о римском републиканском патрицију и његовој завери против цара Августа. Ова прича је алегорија апсолутистичке владавине Луја XIII, завере против њега и краљеве милости према завереницима. Мученичка трагедија са елементима љубавне приче, Полиеукта, настала је 1641. Свештенство му је овде замерило да хришћанску тему понижава тако што је доводи на театарску позорницу.
Пјер Корнеј се 1641. оженио Маријом де Ламперијер и са њоме имао седморо деце. За академика је изабран 1647. Његове позније драме нису биле тако квалитетне као оне из ранијег времена.
Корнејево дело истиче следеће књижевно-филозофске идеје: снагу воље и хероизма, снагу сила судбине, величину душе и морални интегритет, Сукоб између емотивног и морално-религијског схватања љубави

## Биографија

### Ране године
Корнеј је рођен у Руану, Нормандија, Француска, у породици Марте Ле Пезан и Пјера Корнеја, угледног адвоката. Његов млађи брат Томас Корнеј такође је постао запажени драмски писац. Он је добио ригорозно језуитско образовање на Колеџу де Бурбон (Средња школа Пјера Корнеја од 1873), где је глума на сцени била део обуке. Са 18 година почео је да студира право, али су његови практични правни подухвати били углавном неуспешни. Корнејов отац му је обезбедио два управничка места за њега у одељењу за шуме и реке у Руану. Током свог службовања, написао је своју прву драму. Не зна се тачно када ју је написао, али драма, комедија Мелит, појавила се када ју је Корнеј донео групи путујућих глумаца 1629. Глумци су одобрили дело и уврстили га у свој репертоар. Представа је доживела успех у Паризу, а Корнеј је почео да редовно пише драме. Исте године прелази у Париз и убрзо постаје један од водећих драмских писаца француске сцене. Његове ране комедије, почевши од Мелита, одступају од француске фарсне традиције одражавајући узвишени језик и манире монденог париског друштва. Корнеј описује своју разноликост комедије као „une peinture de la conversation des honnêtes gens“ („слика разговора племства“). Његова прва права трагедија је Меде, која је продукована 1635.

### Пет аутора
Година 1634. је привукла више пажње на Корнеја. Он је изабран да пише стихове за посету кардинала Ришељеа Руану. Кардинал је приметио Корнеја и изабрао га да буде међу Les Cinq Auteurs („Пет песника“; такође се преводи као „друштво пет аутора“). Остали су били Гијом Колете, Боаробер, Жан Ротру и Клод де Лестоал.
Петорица су одабрана да остваре Ришељеову визију нове врсте драме која је наглашавала врлину. Ришеље би износио идеје, које би писци изразили у драмском облику. Међутим, кардиналови захтеви били су превише рестриктивни за Корнеја, који је покушао да иновира ван граница које је дефинисао Ришеље. То је довело до свађе између драмског писца и послодавца. Након што му је првобитни уговор истекао, Корнеј је напустио Les Cinq Auteurs и вратио се у Руан.

## Наслеђе
Драматург, писац и филозоф Волтер креирао је, уз подршку Француске академије, дванаестотомни анотирани скуп Корнељевих драмских дела, Commentaires sur Corneille. То је било Волтерово највеће дело књижевне критике икада. Волтеров предлог Академији описао је Корнеја да за француски језик чини оно што је Хомер учинио за грчки: показујући свету да он може бити медиј за велику уметност. Волтер је био приморан да брани класичну француску књижевност пред све популарнијим страним утицајима као што је Вилијам Шекспир. Ово се огледа у првом издању Коментара, објављеном 1764. године, које се фокусирало на Корнејова боља дела и имало је релативно пригушене критике. До другог издања, објављеног десет година касније, Волтер је дошао до негативније оцене Корнеја и јачег погледа на потребу за објективном критиком. Додао је пет стотина критичких белешки, покривајући више дела и узимајући негативнији тон. Мишљења критичара о Корнеју су већ била веома поларизована. Волтерова интервенција је додатно поларизирала дебату и неки критичари су видели његове критике као педантичке и вођене завишћу. У 19. веку, плима мишљења се окренула против Волтера. Наполеон је дао предност Корнеју у односу на Волтера, оживљавајући репутацију првог као драматичара, а умањујући репутацију другог.

## Драме
- Мелита, Mélite (1629)[10][11]
- Клитандр, Clitandre (1630–31)
- Удовица, la Veuve (1631)
- Галерија палате, la Galerie du Palais (1631–32)
- Краљевски трг, la Place royale (1633–34)
- Позоришне илузије, l'Illusion comique (1636)
- Медеја, Médée (1635)
- Сид,  (1637)
- Хорације, Horace (1640)
- Сина,  (1641)
- Полиеукт, Polyeucte (1642)
- Помпејина смрт, la Mort de Pompée (1643)
- Учитељ, Le Menteur (1643)
- Родогун, Rodogune (1644)
- Ираклије, Héraclius (1647)
- Дон Санчо Арагонски, Don Sanche d'Aragon (1650)
- Андромеда, Andromède (1650)
- Никомед, Nicomède (1651)
- Пертарит, Pertharite (1651)
- Имитација Исуса Христа, l'Imitation de Jésus-Christ (1656)
- Едип, Oedipe (1659)
- Три осврта на драмско песништво, Trois Discours sur le poème dramatique (1660)
- Златно руно, La Toison d'or (1660)
- Серторије, Sertorius (1662)
- Отон,  (1664)
- Агесила, Agésilas (1666)
- Атила, Attila (1667)
- Тит и Беренис, Tite et Bérénice (1670)
- Психа, Psyché (са Молијером и Филипом Киноом, 1671)
- Сурена, Suréna (1674)[12]

### Корнејови радови
- Pierre Corneille на сајту Пројекат Гутенберг (језик: енглески)
- Le Cid на пројекту Гутенберг
- Polyeucte на пројекту Гутенберг